# Lunenburgerwaard
De Lunenburgerwaard is een natuurgebied ten oosten van Wijk bij Duurstede. De Lunenburgerwaard is onderdeel van Natuurnetwerk Nederland en Natura2000.
Het uiterwaardengebied wordt in het noorden begrensd door de Rijndijk en in het zuiden door een afgesneden arm van de Nederrijn. De arm ontstond na de aanleg van de nabijgelegen stuw. De totale oppervlakte van het uiterwaardencomplex is circa 90 hectare waarvan Utrechts Landschap zo’n 7 hectare in bezit heeft. Het beheer van de gehele uiterwaard is erop gericht om een aaneengesloten, moeilijk doordringbaar natuurgebied te ontwikkelen. Door de natte natuurontwikkeling kan water dat vanuit de Nederrijn wordt ingelaten naar de Kromme Rijn worden voorgezuiverd. Tevens kan in het gebied het relatief schone kwelwater uit de Amerongse Bovenpolder worden opgevangen.

## Steenfabriek
In de Lunenburgerwaard ligt de voormalige steenfabriek Lunenburgerwaard met woningen. Stichter hiervan was de Friese grootgrondbezitter jhr. G. R. G. van Swinderen die gehuwd was met barones Rengers, dochter van barones Van Lynden van Lunenburg. In 1985 werd de steenfabriek gesloten. Het complex werd vervolgens gebruikt als caravan- en botenstalling.
Een groot aantal kleiputten werd in de jaren '70 weer opgevuld met slib uit de rivier. Dit werd vervolgens afgedekt met teruggeplaatste bodemlaag. De kleiputten en overblijfselen daarvan langs de winterdijk herinneren aan de kleiwinning ten behoeve van de dijkverhoging in de 19e eeuw.

## Flora en fauna
In de kleiputten rond de voormalige steenfabriek ontwikkelde zich een dicht, nauwelijks doordringbaar wilgenooibos.
In dit gebied zijn kleine moerasjes en waar zwanenbloem, watergentiaan en grote weegbree voorkomen. Ook amfibieën en vogels als de watersnip zijn komen op deze plekken.
Amerongse Bos
· Amerongse Bovenpolder
· Landgoed Beerschoten
· Beukenburg
· Biltse Duinen
· Birkhoven
· Blauwe Kamer
· Blikkenburg
· Bloeidaal
· Bornia
· Bosch en Duin
· Breeveen
· Broekerbos
· Buitenplaatsen Driebergseweg
· Dartheide
· Elster Buitenwaarden
· Grebbeberg
· Heidestein
· Hoge Ginkel
· Hooge Kampse Plas
· Hoog Moersbergen
· Houdringe
· Juliusput
· Kasteelbos Renswoude
· De Kievit
· Kooilust
· Kozakkenput
· De Krakeling
· Laarsenberg
· De Leyen
· Lockhorsterbos
· Lunenburgerwaard
· Maartensdijkse Bos
· Middelwaard
· Moersbergen
· Niënhof
· Noordhout
· Okkersbos
· Oostbroek
· Over-Holland
· Palmerswaard
· De Paltz
· Panbos
· Plantage Willem III
· Pleinesbos
· De Pol
· Ridderoordse Bos
· Sandenburg
· Sandwijck
· De Schammer
· Stameren
· Landgoed Stoutenburg
· Viaanse Bos
· Viaanse polders en uiterwaarden
· Vikinghof
· Park Vliegbasis Soesterberg
· Vijverbos
· Vijverhof
· Voordorpse polder
· Willem Arntszbos
· Witte Hull
· De Woerd
· Wulperhorst
· Zeisterbos